# Ansfrid
Ansfrid, Ansfrit lub Ausfrid był księciem Friuli w 694. Początkowo był panem zamku w Ragognie.
W 694 zaatakował Friuli i zmusił księcia Rodoalda do ucieczki do króla Cuniperta. Ansfrid zbuntował się wtedy przeciw królowi w próbie uniezależnienia się. Najechał Weronę, ale został tam pojmany i przyprowadzony przed oblicze króla. Został oślepiony i wygnany. Brat Rodoalda Ado został nowym księciem.